# Shibetsu (Nemuro)
Shibetsu (標津町?) è una cittadina giapponese della prefettura di Hokkaidō.